# PICAXE

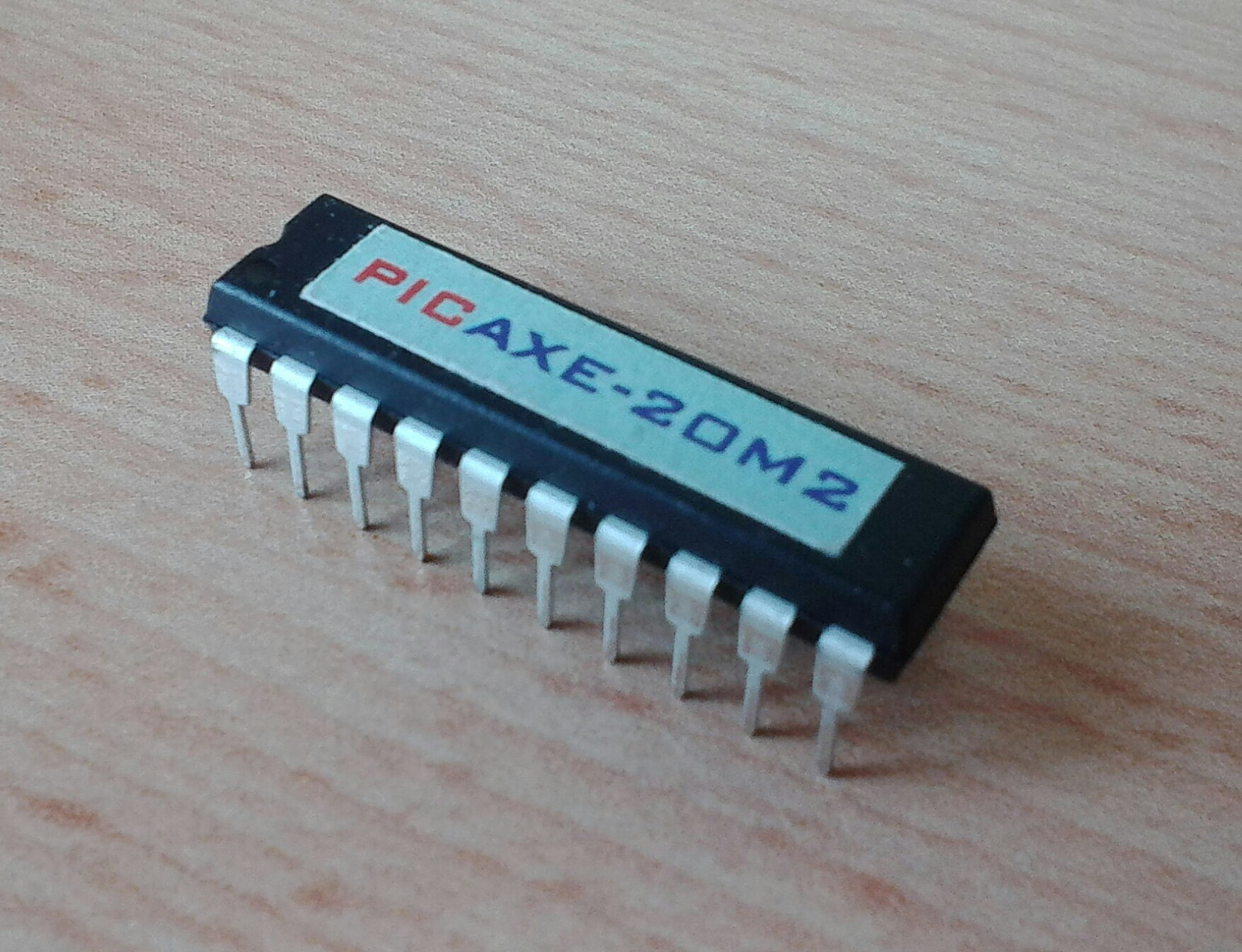
Mikrokontrolér PICAXE 20M2.

Mikroprocesory PICAXE jsou založené na architektuře PIC, vyráběné firmou Microchip Technology. Speciální kód (bootloader), nahraný při výrobě, přemění procesor PIC na mikrokontrolér PICAXE. Tento kód umožňuje uživateli programování a komunikaci pomocí třívodičového programovací kabelu. Programování PICAXE je postaveno na jazyce BASIC.

## Hardware
V současné době se mikrokontroléry PICAXE vyrábějí v pouzdře typu DIL a též v pouzdrech SOIC nebo QFP pro povrchovou montáž (SMT). Počet pinů je od 8 do 40 v závislosti na typu.
PICAXE se programují v jazyce vycházejícím z BASICu. Pro vzájemnou komunikaci a nahrání programu se používá připojení na sériový (COM) port RS-232 (u novějších PC lze použít převodník USB/RS-232). Samotný programovací obvod („programátor“) sestává ze dvou rezistorů, jejich úkolem je omezit vstupní proud a definovat klidovou úroveň programovacího vstupu při odpojeném kabelu.

### Seznam PICAXE mikrokontrolérů
Všechny PICAXE mikrokontroléry mají alespoň 2048 bajtů programové paměti určené pro uživatelský program. První dvojčíslí určuje počet pinů. PICAXE 18M2+ nahradil starší 18M2 v roce 2012.
|                           | 08M2 | 14M2 | 18M2 | 18M2+ | 20M2 | 20X2 | 28X2 | 40X2 |
| ------------------------- | ---- | ---- | ---- | ----- | ---- | ---- | ---- | ---- |
| Uživatelská paměť (bajty) | 2048 | 2048 | 2048 | 2048  | 2048 | 4096 | 4096 | 4096 |
| RAM (bajty)               | 128  | 512  | 256  | 512   | 512  | 256  | 1280 | 1280 |
| Proměnné (bajty)          | 28   | 28   | 28   | 28    | 28   | 56   | 56   | 56   |
| I/O piny                  | 6    | 12   | 16   | 16    | 18   | 18   | 22   | 33   |
| A/D (dotykové senzory)    | 3    | 7    | 10   | 10    | 11   | 11   | 16   | 27   |
| Maximální frekvence       | 32   | 32   | 32   | 32    | 32   | 64   | 64   | 64   |
| Počet paralel. procesů    | 4    | 8    | 4    | 8     | 8    | 1    | 1    | 1    |
| Programové sloty          | 1    | 1    | 1    | 1     | 1    | 2    | 4    | 4    |

### Taktovací frekvence vnitřního oscilátoru
Výchozí taktovací frekvence oscilátoru pro všechny PICAXE řady M2 a X1 je 4 MHz a pro řadu X2 8 MHz.
Příkaz SETFREQ umožní nastavit vnitřní oscilátor od 31 kHz až na 8 MHz pro řadu X1, od 31 kHz až 32 MHz pro řadu M2 a od 31 kHz do 16 MHz pro řadu X2.
Externí krystal nebo rezonátor může být použit pro řadu X1 s frekvencí od 4 MHz do 20 MHz a pro řadu X2 s frekvencí 16 MHz do 64 MHz.
Výhodou snížení taktovací frekvence mikrokontroléru je především nižší spotřeba, což se dá využít v aplikacích s bateriovým či solárním napájením nebo jinak limitovaným odběrem.

### Seznam příkazů
V závislosti na typu mikrokontroléru umožňuje PICAXE využívat toto hardwarové vybavení:
- Hardwarové PWM
- D/A převodník (DAC)
- A/D převodník (ADC)
- Komparátor
- Interní snímání teploty
- Časovače
- Funkce klopných obvodů
- Hardwarovou synchronní a asynchronní sériovou komunikaci

### Projektové desky
Sortiment vývojových a projektových desek je značně široký. Některé z nich nabízí práci se sériovými displeji, krokovými motory, servo motory a tak dále. Desky dodává nejenom výrobce mikrokontrolérů ale i další dodavatelé a výrobci.

## Software
Veškerý dodávaný software je zdarma ke stažení na stránkách výrobce. Pro uživatele, kteří nechtějí programovat pomocí jazyk BASIC je možnost vytvářet program pomocí vývojových diagramů (flowchartů). Programování tedy zvládne i méně zkušený uživatel, což je hlavní předností těchto mikrokontrolérů.

### PICAXE Editor
Je výchozím programovacím prostředím pro operační systém Windows. Umožňuje programování, ladění a simulace. Nabízí též tvorbu programů pomocí vývojových diagramů.

### AXEpad
Jedná se o multiplatformní vývojový nástroj pro PICAXE čipy. Podporuje programování v Basicu na platformách Windows, Mac a Linux.

## Software třetí strany

### Yenka PICs
Software pro tvorbu programů pomocí flowchartů. Uživatel má možnost si simulovat napsaný program připojením základních I/O zařízení.

### Flowol
Další z aplikací pro tvorbu flowchartových programů. Flowcharty se dají simulovat a lze tedy vyzkoušet jejich funkčnost a následně je nahrát. Flowol je použitelný na operačních systémech Windows, Mac a Linux.

## Využití
PICAXE byl vyvinut pro výuku programování na úrovni základních škol, ale díky svým vlastnostem a také nízké pořizovací ceně si našel cestu k dalším uživatelům. Lze jej využít v nejrůznějších projektech, především tam, kde se nepožaduje příliš vysoký výpočetní výkon a kde vystačíme s celočíselnou aritmetikou. Díky propracovaným přikazům pro komunikaci s nejrůznějšími periferiemi je vývoj s PICAXE rychlý a snadný. Pro komunikaci s počítačem stačí jednoduchý sériový kabel a několik rezistorů, případně převodník z USB na sériový port. Procesor lze přeprogramovat až 100 000krát, což zřejmě nevyužije ani velmi pilný programátor.

## PICAXE v robotice
Roboti řízení pomocí kontroléru PICAXE mohou jezdit, chodit, sledovat čáru, vyhýbat se překážkám, řešit bludiště, nebo třeba i hrát fotbal. Vše závisí na konstruktérovi a velikosti a typu kontroléru. PICAXE umožňuje zpracování signálu z čidel a senzorů, práci se získaným signálem a řízení elektromotorků, serva, LED, bzučáku a mnoho dalšího.